# شهد پرتقال
عسل پرتقال (اسپانیایی: Miel de naranjas‎) یک فیلم درام اسپانیایی-پرتغالی است که در سال ۲۰۱۲ منتشر شد.

## گزیدهٔ بازیگران
- ایبان گاراته
- بلانکا سوآرس
- کارا الخالده
- ادوآرد فرناندس
- کارلوس سانتوس
- باربارا لنی
- خوزه مانوئل پوگا
- آنخلا مولینا
- نورا ناباس
- خسوس کاروسا
- فرناندو سوتو